# Jean-Joseph Sanfourche
Jean-Joseph Sanfourche, poznat jednostavno kao Sanfourche, francuski je slikar, pjesnik, dizajner i kipar, rođen 25. lipnja 1929. u Bordeauxu, a umro 13. ožujka 2010. u Saint-Léonard-de-Noblat.